# Estación de Navolato
Navolato fue una estación de trenes que se encuentra en Navolato, Sinaloa.

## Historia
La estación se edificó sobre la línea troncal del antiguo Ferrocarril de Sinaloa a Durango por medio de la concesión número 31. Por decreto del 16 de agosto de 1880 se autorizó la construcción de un ferrocarril entre la Ciudad de Culiacán y el Puerto de Altata, con facultad de prolongarlo hasta el estado de Durango. 
El 23 de febrero de 1888, se estableció el sistema de líneas del citado ferrocarril de la siguiente manera: del puerto de Altata a la ciudad de Culiacán o del puerto de Mazatlán a la ciudad de Durango, pudiendo prolongarlo hasta el río Bravo, enlazando poblaciones de Durango y Coahuila; de Mazatlán hasta un punto del Ferrocarril de Sonora, pasando por Culiacán y Sinaloa y ramales de dichas líneas, sin exceder cada uno de cien kilómetros. 
El 3 de agosto de 1891, se declaró la caducidad de la concesión en lo relativo a las líneas no construidas, quedando vigente tan sólo en lo que se refiere a la explotación de la línea de Culiacán á Altata, que fue la única que se construyó.